# Dicerandra
Dicerandra es un género  de plantas fanerógamas perteneciente a la familia Lamiaceae. Es originario del sudeste de Estados Unidos. Comprende 11 especies descritas y de estas, solo 9 aceptadas.

## Taxonomía
El género fue descrito por George Bentham y publicado en Edwards's Botanical Register 15: pl. 1300. 1830. La especie tipo es: Dicerandra linearis

## Especies aceptadas
A continuación se brinda un listado de las especies del género Dicerandra aceptadas hasta septiembre de 2014, ordenadas alfabéticamente. Para cada una se indica el nombre binomial seguido del autor, abreviado según las convenciones y usos.	 
- Dicerandra christmanii
- Dicerandra cornutissima
- Dicerandra densiflora
- Dicerandra frutescens
- Dicerandra linearifolia
- Dicerandra linearis
- Dicerandra odoratissima
- Dicerandra radfordiana
- Dicerandra thinicola